# Hushabye Baby
Hushabye Baby è un cortometraggio muto del 1915. Il nome del regista non viene riportato nei credit del film che è interpretato dai fratelli Albert e Seth Egbert.

## Trama
Bambini birichini nascondono gli occhiali del loro padre.

## Produzione
Il film fu prodotto dalla Coronet Pictures e Derry Film & Video Workshop.

## Distribuzione
Distribuito dalla Yorkshire Cinematograph Company, il film - un cortometraggio di 155,14 metri - uscì nelle sale cinematografiche britanniche nel marzo 1915.